# Семенова Ксенія Ігорівна
Ксенія Ігорівна Семенова (до шлюбу Шелевицька)  (3 березня 1990, Кривий Ріг, Дніпропетровська обл.) — освітянка, виконувачка обов'язків ректора Національного авіаційного університету,  директор освітніх програм в бізнес-інкубаторі YEP, учасниця МФО «Київ за рівні можливості».
З 2020 року Ксенія Семенова депутат Київської міської ради, фракція Слуга Народу, заступниця голови комісії з питань цифрової трансформації та адміністративних послуг, входить до комісії з найменувань.
У 2025 році Ксенія Семенова увійшла до переліку лідерок «УП.100 Сила жінок» — проєкту, який «було започатковано, аби подякувати українкам, які своєю щоденною працею та прикладом об'єднують людей, надихають, створюють нові можливості та рухають Україну вперед». Цього ж року її було включено до списку «100 Людей NV», яких видання вважає «своїми однодумцями та пишається їхніми досягненнями».

## Біографія
Народилася 3 березня 1990 року в Кривому Розі.
У 2013 році закінчила навчання за напрямом «Електронні пристрої та системи», а у 2016 — проходила навчання за освітньо-професійною програмою кандидата наук у Національному авіаційному університеті.
Стипендіантка програми «Завтра.UA» Фонду Віктора Пінчука. Співавторка дослідження «Майбутнє університетів» Українського інституту майбутнього.

### Кар'єра
З 2013 по 2021 рік Ксенія Семенова працювала асистенткою Кафедри електроніки, робототехніки і технологій моніторингу та інтернету речей у Національному авіаційному університеті.
З 2015 по 2018 рік працювала керівницею напряму в українській секції IEEE.
З 2017 по 2019 рік працювала інженеркою у компанії Radionics у напрямку алгоритмів обробки сигналів та симуляції сигналу радарів.
З 2017 по 2021 рік очолювала комунікації у мережі академічних бізнес-інкубаторів YEP.
З 2021 року — директорка освітніх програм в бізнес інкубаторі YEP.
У 2022 році Ксенія Семенова стала співзасновницею благодійного фонду «Солом'янські котики», який спеціалізується на тактичній медицині, гуманітарному розмінуванні, авто для військових та організації пунктів незламності.
З січня 2024 року Міністерство освіти і науки ухвалило рішення про призначення очільниці вишу на основі рекомендації наглядової ради.
У квітні 2024 року Ксенію Семенову призначили виконувачкою обов'язків ректора Державного університету «Київський авіаційний інститут».

### Громадська діяльність
З 2013 року є співорганізаторкою серії щорічних наукових фестивалів та подій: Наукові пікніки, Медичні пікніки, Дні науки, Марш за науку,. День жінок та дівчат в науці.
У 2023 році стала учасницею програми Young Elected Politicians та представляла Україну та Київ на 156 пленарному засіданні Комітету регіонів у Брюсселі.
Засновниця відкритого простору неформальної освіти в НАУ «NAU HUB». Ксенія Семенова також є співорганізаторкою хакатонів Open Data & Local Media Hackathon, NASA Space Apps Challenge Kyiv, ActInSpace.
24 лютого 2022 року стала співзасновницею благодійного фонду Солом'янські котики, який спеціалізується на тактичній медицині, гуманітарному розмінуванні, авто для військових та організації пунктів незламності.

### Політична діяльність
З  2019 року — помічниця народного депутата Романа Грищука.
У 2020 році Ксенія Семенова обрана депутаткою Київради від Солом'янського району, входить до Постійної комісії Київської міської ради з питань цифрової трансформації та адміністративних послуг, є заступницею голови цієї комісії.
Є співавторкою проєкту рішення щодо демонтажу колоніального спадку пам'ятників, меморіальних таблиць та іншого увіковічення ворогів українського народу або представників російської/радянської імперії. За цим проєктом уже демонтовано пам'ятники Чкалову та Ватутіну..

## Особисте життя
Батько - науковець Шелевицький Ігор Володимирович. Одружена, чоловік проходить службу в лавах ЗСУ. Виховує доньку Соломію.

## Критика
Призначення зазнало критики з боку наукової і освітянської спільноти України, оскільки Ксенія Семенова не має наукового ступеня та відповідного досвіду роботи, що суперечить статті 42 закону «Про вищу освіту», відповідно до якої кандидат на посаду в.о. ректора має відповідати вимогам: наявність наукового ступеня та досвід роботи 10 років. 